# Geher-Länderkampf der Männer 1986 BR Deutschland – Frankreich – Schweiz – Tschechoslowakei
| 19. Leichtathletik-Länderkampf mit bundesdeutscher Beteiligung 1986                 | 19. Leichtathletik-Länderkampf mit bundesdeutscher Beteiligung 1986 |
| ----------------------------------------------------------------------------------- | ------------------------------------------------------------------- |
|                                                                                     |                                                                     |
| Gehervergleich der Männer: BR Deutschland – Frankreich – Schweiz – Tschechoslowakei |                                                                     |
| Austragungsort                                                                      | Eschborn                                                            |
| Wettbewerbe                                                                         | 1                                                                   |
| Datum                                                                               | 14. September                                                       |
| 1. CSK 2. FRA 3. FRG 4. SUI                                                         | 58 Punkte 47 Punkte 41 Punkte 06 Punkte                             |
| Chronik                                                                             |                                                                     |
| ← FRG-FRA-SUI-CSK Geher (F)                                                         | erster LK 1987:00 BGR-FRG/FRG-HUN00 Werfer (M) →                    |

Der neunzehnte und letzte Vergleich des Länderkampfjahres 1986 war der einzige Länderkampf der Geher in diesem Jahr. Er wurde am 14. September, einen Tag nach der Begegnung der Geherinnen, ebenfalls in Eschborn ausgetragen. Die Kontrahenten kamen wie bei den Geherinnen aus Frankreich, der Schweiz und der Tschechoslowakei. Sechs Vergleiche hatte es zuvor zwischen den drei Teilnehmernationen Bundesrepublik Deutschland, Frankreich und Schweiz gegeben. 1973 und 1974 war außerdem Belgien mit dabei. Die Tschechoslowakei nahm hier zum ersten Mal zusätzlich teil. Alle vergangenen Aufeinandertreffen hatten die bundesdeutschen Geher für sich entschieden.

## Modus
Ausgetragen wurden zwei Wettbewerbe auf der Straße über 20 und 35 Kilometer. Je Land und Disziplin traten drei Geher an. Die Schweiz stellte über 35 Kilometer keine Teilnehmer, Deutschland setzte über 35 Kilometer vier Wettbewerber ein. Zum Wertungsmodus gibt es keine Angaben.

## Ergebnis
In der Einzelwertung lag auf beiden Strecken ein tschechoslowakischer Geher vorn, über zwanzig Kilometer gab es einen tschechoslowakischen Doppelerfolg. Mit ihren weiteren Platzierungen kam die Tschechoslowakei auf die höchste Punktzahl und gewann den Länderkampf mit 58 Punkten. Frankreich belegte mit 47 Punkten den zweiten Platz. Die vorher stets siegreiche Bundesrepublik Deutschland fand sich mit 41 Punkten auf Rang drei wieder und die Schweiz kam mit lediglich sechs Punkten abgeschlagen auf den vierten und letzten Platz.

## Legende
Kurze Übersicht zur Bedeutung der Symbolik – so üblicherweise auch in sonstigen Veröffentlichungen verwendet:
| DSQ | disqualifiziert |

## Resultat

### 20-km-Straßengehen
| Platz | Athletin           | Land | Zeit (h) |
| ----- | ------------------ | ---- | -------- |
| 01    | Jozef Pribilinec   | CSK  | 1:23:11  |
| 02    | Pavol Blažek       | CSK  | 1:24:33  |
| 03    | Wolfgang Wiedemann | FRG  | 1:25:06  |
| 04    | Jaroslav Makovec   | CSK  | 1:26:23  |
| 05    | Martial Fesselier  | FRA  | 1:28:01  |
| 06    | Philippe Lafleur   | FRA  | 1:28:25  |
| 07    | John Patin         | FRA  | 1:28:41  |
| 08    | Torsten Zervas     | FRG  | 1:29:15  |
| 09    | Volkmar Scholz     | FRG  | 1:31:48  |
| 10    | Rene Haarpaintner  | SUI  | 1:35:27  |
| 11    | Enzo Passetti      | SUI  | 1:38:34  |
| 12    | Aldo Bertoldi      | SUI  | 1:40:04  |

### 35-km-Straßengehen
| Platz | Athletin            | Land | Zeit (h) |
| ----- | ------------------- | ---- | -------- |
| 1     | Pavol Szikora       | CSK  | 2:41:31  |
| 2     | Thierry Toutain     | FRA  | 2:42:27  |
| 3     | Robert Mildenberger | FRG  | 2:43:12  |
| 4     | Alain Lemercier     | FRA  | 2:45:22  |
| 5     | Ivo Pitak           | CSK  | 2:45:49  |
| 6     | Fritz Helms         | FRG  | 2:45:50  |
| 7     | René Piller         | FRA  | 2:49:15  |
| 8     | Detlef Heitmann     | FRG  | 2:54:06  |
| 9     | Josef Hudak         | CSK  | 3:05:17  |
| DSQ   | Jürgen Kauer        | FRG  |          |